# Wangeniafiskeri
|  | Denne artikel er oprettet af botten Steenthbot ud fra en ekstern database. Den kan derfor have sproglige fejl eller mangler. Denne skabelon kan fjernes efter kontrol af indholdet. |

Wangeniafiskeri er en dansk dokumentarfilm fra 1973 instrueret af Svend Aage Lorentz efter eget manuskript.

## Handling
I den demokratiske republik Zaire (tidl Congo) bor wangenia-folket ved Tshopo-faldene (tidl. Stanley-faldene). Ved fiskeri i floden udnytter de forskellene mellem lav og høj vandstand til en slags rusefiskeri fra stilladser bygget ude i vandet